# Liiva (Muhu)
Liiva – wieś w Estonii, w prowincji Sarema. Ośrodek administracyjny gminy Muhu. Znajduje się tu zabytkowy kościół św. Katarzyny.